# Joan Rosazza
Joan Rosazza (Estados Unidos, 19 de mayo de 1937) es una nadadora estadounidense retirada especializada en pruebas de estilo libre, donde consiguió ser subcampeona olímpica en 1956 en los 4 x 100 metros.

## Carrera deportiva
En los Juegos Olímpicos de Melbourne 1956 ganó la medalla de plata en los relevos de 4 x 100 metros estilo libre, con un tiempo 4:19.2 segundos, tras Australia (plata) y por delante de Sudáfrica (bronce); sus compañeras de equipo fueron las nadadoras: Sylvia Ruuska, Shelley Mann y Nancy Simons.